# Hideyuki Yonehara
Hideyuki Yonehara (米原秀幸, Yonehara Hideyuki), né le 2 octobre 1967 à Tokyo est un mangaka japonais.
Seuls trois de ses mangas ont été publiés en France, Full Ahead! Coco, Dämons et Dragon Seekers.

## Mangas publiés
| Titre                      | Année       | Résumé | A propos                                                                                                 |
| -------------------------- | ----------- | ------ | --- |
| Springs                    | 1989        |        | Pré-publié dans le magazine Young Champions Publié en 1 volume par Shonen Champion Comics en 1999        |
| Garakuta                   | 1990        |        | Pré-publié dans le magazine Weekly Shonen Champion Publié en 1 volume par Shonen Champion Comics en 2002 |
| Legend of Dou              | 1990 - 1992 |        | Pré-publié dans le magazine Weekly Shonen Champion                                                       |
| Udauda Yatteru Hima wa Nei | 1992 - 1996 |        | Pré-publié dans le magazine Weekly Shonen Champion                                                       |
| Chocolate Blues            | 1994 - 2000 |        | Pré-publié dans le magazine Weekly Shonen Champion                                                       |
| Full Ahead! Coco           | 1997 - 2002 |        | Pré-publié dans le magazine Weekly Shonen Champion                                                       |
| Switch                     | 2002 - 2004 |        | Pré-publié dans le magazine Weekly Shonen Champion                                                       |
| Hae! Bunbun                | 2005 - 2006 |        | Pré-publié dans le magazine Weekly Shonen Champion                                                       |
| Dämons                     | 2006 - 2008 |        | Pré-publié dans le magazine Weekly Shonen Champion                                                       |
| Kaze ga Gotoku             | 2008 - 2010 |        | Pré-publié dans le magazine Weekly Shonen Champion                                                       |
| Houdou Gang Absurd!        | 2010 - 2013 |        | Pré-publié dans le magazine Weekly Shonen Champion                                                       |
| Cold Rush                  | 2011        |        | Pré-publié dans le magazine Weekly Shonen Champion                                                       |
| Vision Noa                 | 2011        |        | Pré-publié dans le magazine Weekly Shonen Champion                                                       |
| Rock & Gem                 | 2012-2014   |        | Pré-publié dans le magazine Weekly Shonen Champion                                                       |
| Sunset Rose                | 2012 - ?    |        | Pré-publié dans le magazine Weekly Shonen Champion                                                       |
| Dragon Seekers             | 2015 - 2017 |        | Pré-publié dans le magazine Weekly Shonen Champion                                                       |